# Океан любви (албум)
Океан любви (на български: Океан на любовта) е компилация на Николай Носков. Издаден е от лейбъла NOX Music. Включва 12 песни. Океан любви е последният албум на Николай Носков с компанията NOX Music, след което подписва договор с Мистерия звука.

## Песни от албума
- Это здорово
- Романс
- Дышу тишиной
- Узнать Тебя
- Исповедь
- Доброй ночи
- Зимняя ночь
- Снег
- Дай мне шанс
- Мой друг
- Примадонна
- Я Тебя Прошу